# Lepiseodina tristis
Lepiseodina tristis is een muggensoort uit de familie van de motmuggen (Psychodidae). De wetenschappelijke naam van de soort werd in 1830 als Psychoda tristis gepubliceerd door Johann Wilhelm Meigen. Fauna europaea geeft als verspreidingsgebied van de soort Duitsland, Oostenrijk, Frankrijk, België, het Verenigd Koninkrijk en Ierland.